# Monhysteroides
Monhysteroides är ett släkte av rundmaskar. Monhysteroides ingår i familjen Linhomoeidae.
Kladogram enligt Catalogue of Life:
| Monhysteroides | \| \| Monhysteroides bulbiferus \| \| \| \| \| \| Monhysteroides macramphidus \| \| \| \| |
|                | \| \| Monhysteroides bulbiferus \| \| \| \| \| \| Monhysteroides macramphidus \| \| \| \| |
|                | Monhysteroides bulbiferus                                                                 |
|                |                                                                                           |
|                | Monhysteroides macramphidus                                                               |
|                |                                                                                           |